# Clube de Desportos da Costa do Sol
El Clube de Desportos da Costa do Sol, conocido comúnmente como Costa do Sol, es un equipo de fútbol de Mozambique que pertenece a la Moçambola, la liga de fútbol más importante del país.

## Historia
Fue fundado en el año 1955 en la capital Maputo con el nombre Sport Lourenço Marques e Benfica y es uno de los equipo más importantes del país, ganando la liga en 10 ocasiones.
Ha cambiado de nombre en 3 ocasiones:
- 15 de octubre de 1955-76 : Fundado como Sport Lourenço Marques e Benfica
- 1976-78 : cambia de nombre a Sport Maputo e Benfica
- 1978- : Se cambió en nombre a Clube de Desportos Costa do Sol

## Palmarés
- Moçambola: 10

1979, 1980, 1991, 1992, 1993, 1994, 1999/00, 2000/01, 2007, 2019
- Taça de Mozambique: 13

1980, 1983, 1988, 1992, 1993, 1995, 1997, 1999, 2000, 2002, 2007, 2017, 2018
- Supercopa de Mozambique: 7

2000, 2001, 2002, 2003, 2008, 2018, 2019
- Copa de Honor de Maputo: 2

2000/01, 2008/09
- Mini Liga de Mozambique: 1

1998

## Participación en competiciones de la CAF
| Temporada | Torneo                            | Ronda            | Club                     | Casa | Visita | Global      |
| --------- | --------------------------------- | ---------------- | ------------------------ | ---- | ------ | ----------- |
| 1980      | Copa Africana de Clubes Campeones | 1                | AS Bilima                | 0-0  | 1-3    | 1-3         |
| 1981      | Copa Africana de Clubes Campeones | 1                | MMM Tamatave             | 2-0  | 4-2    | 6-2         |
| 1981      | Copa Africana de Clubes Campeones | 2                | Nchanga Rangers          | 1-3  | 1-3    | 2-6         |
| 1984      | Recopa Africana                   | 1                | Villa SC                 | 0-2  | 1-0    | 1-2         |
| 1989      | Recopa Africana                   | 1                | Coastal Union            | 2-0  | 3-2    | 5-2         |
| 1989      | Recopa Africana                   | 2                | Gor Mahia FC             | 1-2  | 0-0    | 1-2         |
| 1992      | Copa Africana de Clubes Campeones | 1                | AS Inter Star            | 3-0  | 0-2    | 3-2         |
| 1992      | Copa Africana de Clubes Campeones | 2                | Asante Kotoko            | 1-2  | 1-2    | 2-4         |
| 1993      | Copa Africana de Clubes Campeones | Preliminar       | Ramblers FC              | 2-1  | 0-0    | 2-1         |
| 1993      | Copa Africana de Clubes Campeones | 1                | US Bilombe               | w.o1 | w.o1   | w.o1        |
| 1993      | Copa Africana de Clubes Campeones | 2                | ASEC Mimosas             | 1-1  | 0-2    | 1-3         |
| 1994      | Copa Africana de Clubes Campeones | 1                | JS Saint-Pierroise       | 2-0  | 2-3    | 4-3         |
| 1994      | Copa Africana de Clubes Campeones | 2                | Nkana Red Devils         | 1-0  | 0-2    | 1-2         |
| 1995      | Copa Africana de Clubes Campeones | 1                | Fire Brigade SC          | 1-0  | 0-3    | 1-3         |
| 1996      | Recopa Africana                   | 1                | Vital'O FC               | 3-2  | 1-0    | 4-2         |
| 1996      | Recopa Africana                   | 2                | Al-Mourada SC            | 3-0  | 4-3    | 7-3         |
| 1996      | Recopa Africana                   | Cuartos de final | Canon Yaoundé            | 2-2  | 0-0    | 2-2 (a)     |
| 1998      | Recopa Africana                   | 1                | Eldoret FC               | 1-0  | 0-1    | 1-1 (4-2 p) |
| 1998      | Recopa Africana                   | 2                | Red Sea FC               | 5-1  | 2-1    | 7-2         |
| 1998      | Recopa Africana                   | Cuartos de final | Wydad Casablanca         | 1-1  | 3-6    | 4-7         |
| 1999      | Liga de Campeones de la CAF       | 1                | DC Motema Pembe          | 0-1  | w.o.2  | 0-1         |
| 2000      | Recopa Africana                   | 1                | Supersport United FC     | 1-1  | 1-2    | 2-3         |
| 2001      | Liga de Campeones de la CAF       | 1                | Mamelodi Sundowns FC     | 0-2  | 0-0    | 0-2         |
| 2002      | Liga de Campeones de la CAF       | Preliminar       | Prince Louis FC          | 4-0  | 1-0    | 5-0         |
| 2002      | Liga de Campeones de la CAF       | 1                | Highlanders FC           | 2-0  | 0-1    | 2-1         |
| 2002      | Liga de Campeones de la CAF       | 2                | SO l'Emyrne              | 2-0  | 1-2    | 3-2         |
| 2002      | Liga de Campeones de la CAF       | Fase de grupos   | Espérance ST             | 0-1  | 1-4    | 4.º lugar   |
| 2002      | Liga de Campeones de la CAF       | Fase de grupos   | ASEC Mimosas             | 0-2  | 0-7    | 4.º lugar   |
| 2002      | Liga de Campeones de la CAF       | Fase de grupos   | Zamalek SC               | 0-2  | 0-3    | 4.º lugar   |
| 2003      | Recopa Africana                   | 1                | Jomo Cosmos FC           | 1-0  | 3-0    | 4-0         |
| 2003      | Recopa Africana                   | 2                | Julius Berger FC         | 1-1  | 1-3    | 2-4         |
| 2008      | Liga de Campeones de la CAF       | Preliminar       | AJESAIA                  | 2-0  | 0-1    | 2-1         |
| 2008      | Liga de Campeones de la CAF       | 1                | Dynamos FC               | 2-1  | 0-3    | 2-4         |
| 2010      | Copa Confederación de la CAF      | Preliminar       | Uniao Flamengo Santos FC | 2-0  | 3-1    | 5-1         |
| 2010      | Copa Confederación de la CAF      | 1                | Amal Atbara              | 3-2  | 2-4    | 5-6         |
| 2018      | Copa Confederación de la CAF      | Preliminar       | Jwaneng Galaxy FC        | 1-0  | 1-0    | 2-0         |
| 2018      | Copa Confederación de la CAF      | 1                | Cape Town City FC        | 0-1  | 2-1    | 2-2 (a)     |
| 2018      | Copa Confederación de la CAF      | 2                | Rayon Sports FC          | 2-0  | 0-3    | 2-3         |
| 2020-21   | Liga de Campeones de la CAF       | Preliminar       | Platinum FC              | 1-2  | 0-2    | 1-4         |

1- US Bilombe abandonó el torneo.

2- Costa do Sol no se presentó al partido de vuelta y fue expulsado del torneo.

## Jugadores

### Equipo 2022

#### Altas y bajas 2019 (invierno)
| Altas          | Altas     | Altas       | Altas    | Altas |
| Jugador        | Posición  | Procedencia | Tipo     | Costo |
| -------------- | --------- | ----------- | -------- | ----- |
| Jean Nzeyimana | Delantero | NAPSA Stars | Fichaje. | --    |

| Bajas         | Bajas          | Bajas                | Bajas     | Bajas        |
| Jugador       | Posición       | Procedencia          | Tipo      | Costo        |
| ------------- | -------------- | -------------------- | --------- | ------------ |
| Zequito       | Centrocampista | UD Songo             | Traspaso. | No revelado. |
| Eládio        | Defensa        | Desportivo de Nacala | Traspaso. | No revelado. |
| Richard Mbulu | Delantero      | Baroka               | Traspaso. | No revelado. |

## Entrenadores
- Nelson Santos (?-noviembre de 2017)[5]
- Leonardo Costas (enero de 2018-abril de 2018)[6][7]
- Horácio Gonçalves (abril de 2018-presente)[1]